# Kristina Pruccoli
Kristina Maria Pruccoli (21 de diciembre de 1979) es una deportista sanmarinense que compite en tiro con arco, en la modalidad de arco desnudo. Ganó dos medallas en el Campeonato Europeo de Tiro con Arco en Sala, oro en 2024 y plata en 2025.

## Palmarés internacional
| Campeonato Europeo en Sala | Campeonato Europeo en Sala | Campeonato Europeo en Sala | Campeonato Europeo en Sala |
| Año                        | Lugar                      | Medalla                    | Prueba                     |
| -------------------------- | -------------------------- | -------------------------- | -------------------------- |
| 2024                       | Varaždin (Croacia)         | Medalla de oro             | Individual                 |
| 2025                       | Samsun (Turquía)           | Medalla de plata           | Individual                 |